# Wilson Creek (Washington)
Wilson Creek je градић u američkoj saveznoj državi Washington. Prema popisu stanovništva iz 2010. u njemu je živjelo 205 stanovnika.